# شیخ علی لر
شیخ علی لر یک روستا در ایران است که در دهستان شال واقع شده‌است. شیخ علی لر ۱۹ نفر جمعیت دارد.